# Jérôme Lafourcade (rink hockey)
Jérôme Lafourcade est un joueur de rink hockey né le 25 décembre 1987. Il évolue en 2015 au sein du club de l'US Coutras.

## Parcours sportif
Jérôme Lafourcade est un joueur engagé dans la vie du club de l'US Coutras qui a de nombreuses fois été présélectionné en équipe de France. En 2013, il quitte le championnat français pour rejoindre le championnat suisse à Bâle et Montreux. Il revient en France en 2015.

### Palmarès
Il est champion de France de Nationale 1 avec l'US Coutras en 2010 et 2011.
Et une coupe suisse en 2015 avec Montreux HC